# Latina Televisión
Latina Televisión (anciennement Frecuencia Latina) est une chaîne de télévision péruvienne.